# Wentworth Miller
Wentworth Miller (* 2. června 1972 Chipping Norton, Anglie) je americký filmový herec. Je znám především díky účinkování v seriálu Útěk z vězení. Za roli získal nominaci na Zlatý glóbus v kategorii nejlepší herecký výkon v hlavní roli. V roce 2013 napsal scénář k thrillerovém snímku Stoker. Aktuálně hraje zloducha Leonarda Snarta v seriálech The Flash a Legends of Tomorrow. Roli Michaela Scofielda si zopakoval v limitované páté řadě seriálu v roce 2017.

## Životopis
Přestože se narodil ve Velké Británii v Chipping Nortonu, žil v Brooklynu. Má africké, jamajské, anglické a německé předky ze strany svého otce, a ruský, francouzský, holandský, syrský a libanonský původ z matčiny strany. Má dvě sestry – Leigh a Gillian.
Studoval na Princetonské univerzitě zaměření na anglickou literaturu. V druhém ročníku se rozhodl[zdroj?], že si na rok odpočine a odjel do Scottsdalu se svým strýcem, kde dělal úředního asistenta v knihkupectví, ale po krátké době se vrátil na univerzitu a podařilo se mu získat titul.

## Kariéra
Poprvé se objevil před kamerou v seriálu Buffy, přemožitelka upírů. Větším úspěchem byla role Davida v trojdílné minisérii Dinotopie. Následovalo pár epizodních rolí v různých seriálech. Svou první hlavní roli si zahrál ve snímku Lidská skvrna po boku Anthony Hopkinse.
Jeho popularita dosáhla vrcholu po uvedení první řady seriálu Útěku z vězení (Prison Break), kde si zahrál Michaela Scofielda, který se nechal zavřít do vězení, aby zachránil svého bratra před popravou. Za tuto roli byl nominován na Zlatý glóbus za nejlepšího herce v televizním dramatu. Seriál skončil po čtyřech řadách v roce 2009. Nová pátá série měla premiéru 4. dubna 2017, kde si Miller svojí roli zopakoval.
Jako host se objevil v 11. řadě seriálu Law & Order: Special Victims Unit jako detektiv Nate Kendall. Zahrál si ve filmu Resident Evil: Afterlife, čtvrtém filmu ze série Resident Evil. Napsal scénář k filmu Stoker. Pak Čchan-uk film zrežíroval a hlavní roli si v něm zahráli Mia Wasikowska, Nicole Kidmanová a Matthew Goode. Miller také prodal scénář k filmu nazvaném The Disappointments Room. Snímek měl premiéru v roce 2016 a získal negativní reakce od kritiků.
V červenci roku 2014 bylo oznámeno, že se připojí k seriálu stanice The CW The Flash ve vedlejší roli Leonarda Snarta. Poprvé se v seriálu objevil ve čtvrtém díle první série. Roli Snarta také hraje v seriálu Legends of Tomorrow. V seriálu hraje znovu s Dominicem Purcellem, se kterým hrál v seriálu Útěk z vězení.

## Osobní život
V roce 2013 se veřejně přihlásil ke své homosexualitě, když odmítl svou účast na filmovém festivalu v Rusku na protest proti tamním zákonům zaměřeným proti homosexuálům. V lednu 2014 ho čtenáři amerického gay magazínu Out umístili na 9. místo v žebříčku 100 nejžádanějších svobodných mládenců.
V listopadu roku 2020 vydal herec prohlášení, že končí s rolemi heterosexuálů: „Omlouvám se za to, vím, že jste ten seriál milovali. A pokud jste naštvaní sami na sebe a vnitřně vás pobouřilo, že jste se zamilovali do fiktivního heterosexuála, kterého ztvárňoval gay... To je váš problém,“ dodal Wentworth Miller.

## Filmografie
| Rok  | Název                            | Role                | Poznámky            |
| ---- | -------------------------------- | ------------------- | ------------------- |
| 2000 | Romeo and Juliet                 | Paris               |                     |
| 2001 | Room 302                         | číšník              | krátkometrážní film |
| 2003 | Lidská skvrna                    | mladý Coleman Silk  |                     |
| 2003 | Underworld                       | Dr. Adam Lockwood   |                     |
| 2005 | The Confession                   | Tom/vězeň           | krátkometrážní film |
| 2005 | Stealth: Přísně tajná mise       | EDI (hlas)          |                     |
| 2009 | Krvavý potok                     | německý voják       | nekreditován        |
| 2010 | Resident Evil: Afterlife         | Chris Redfield      |                     |
| 2012 | Resident Evil: Odveta            | Chris Redfield      |                     |
| 2014 | Loft                             | Luke Seacord        |                     |
| 2015 | 2 Hours 2 Vegas                  | Muž v závodním autě | krátkometrážní film |
| 2016 | Resident Evil: Poslední kapitola | Chris Redfield      |                     |

| Rok  | Název                    | Poznámky              |
| ---- | ------------------------ | --------------------- |
| 2013 | Stoker                   | scenárista, producent |
| 2016 | The Disappointments Room | scenárista            |

| Rok       | Název                                     | Role                            | Poznámky                                                          |
| --------- | ----------------------------------------- | ------------------------------- | ----------------------------------------------------------------- |
| 1998      | Buffy, přemožitelka upírů                 | Gage Petronzi                   | díl: „Go Fish“                                                    |
| 1999–2000 | Time of Your Life                         | Nelson                          | 3 díly                                                            |
| 2000      | Popular                                   | Adam Rothschild-Ryan            | 2 díly                                                            |
| 2000      | Pohotovost                                | Mike Palmieri                   | díl: „Homecoming“                                                 |
| 2002      | Dinotopia                                 | David Scott                     | hlavní role, 3 díly                                               |
| 2005      | Joan z Arkádie                            | Ryan Hunter                     | 2 díly                                                            |
| 2005–09   | Útěk z vězení                             | Michael Scofield                | hlavní role                                                       |
| 2005      | Posel ztracených duší                     | seržant Paul Adams              | díl: „Pilot“                                                      |
| 2009      | Griffinovi                                | Populární dítě (hlas)           | díl: „Stew-Roids“                                                 |
| 2009      | Prison Break: The Final Break             | Michael Scofield                | televizní film                                                    |
| 2009      | Zákon a pořádek: Útvar pro zvláštní oběti | Detective Nate Kendall          | díl: „Unstable“                                                   |
| 2011      | Dr. House                                 | Benjamin Byrd                   | díl: „Charity Case“                                               |
| 2013      | Young Justice                             | Slade Wilson/Deathstroke (hlas) | díl: „The Fix“                                                    |
| 2014–2018 | The Flash                                 | Leonard Snart/Captain Cold      | vedlejší role (1.–4. řada), 13 dílů                               |
| 2016–2018 | Legends of Tomorrow                       | Leonard Snart/Captain Cold      | hlavní role (1. řada, 16 dílů) vedlejší role (2.–3. řada, 7 dílů) |
| 2017      | Útěk z vězení                             | Michael Scofield                | hlavní role, 9 dílů                                               |

| Rok  | Název skladby        | Umělec       |
| ---- | -------------------- | ------------ |
| 2005 | „It's Like That“     | Mariah Carey |
| 2005 | „We Belong Together“ | Mariah Carey |

| Rok  | Název                        | Role             | Poznámky |
| ---- | ---------------------------- | ---------------- | -------- |
| 2010 | Prison Break: The Conspiracy | Michael Scofield | hlas     |